# برنامج الإمارات النووي
أعلنت الإمارات مساء الأربعاء 23-12-2009 تدشينها برنامجها النووي السلمي، من خلال تشكيلها مؤسسة الإمارات للطاقة النووية، مرجحة بدء البناء الفعلي للمحطات في عام 2012. وفي يوم الأحد 27-12-2009 أطلقت الإمارات برنامجها للطاقة النووية بمنح عقد بقيمة 40 مليار دولار لكونسورتيوم كوري جنوبي لبناء مفاعلات نووية وتشغيلها بصورة مشتركة لمدة 60 عامًا.

## الهدف[1]
يهدف البرنامج لإنتاج الكهرباء لتلبية الطلب المتزايد على الطاقة، حيث تُظهر التقارير أن الطلب على الكهرباء في الإمارات سيتضاعف بحلول عام 2020، بالإضافة لدعم التنمية الاقتصادية وتوفير العديد من فرص العمل لمواطني دولة الإمارات العربية المتحدة.

## تقييم مواقع المحطات[1]
لفت محمد الحمادي، الرئيس التنفيذي لمؤسسة الإمارات للطاقة النووية، إلى أن المؤسسة على وشك الانتهاء من تقييم عدد من المواقع المحتملة لمحطات الطاقة النووية في الدولة، حيث يعكف فريق من الخبراء الإماراتيين والدوليين على إجراء الدراسات والاختبارات العملية حول الزلازل، والطبقات الجيولوجية، والبيئة، وعناصر أخرى لاتخاذ القرار النهائي بشأن موقع بناء هذه المحطات.
سيتم مراجعة كافة التراخيص المقدمة من قبل مؤسسة الإمارات للطاقة النووية للتأكد من مطابقتها للمعايير العالمية في الأمن والسلامة وذلك تحت إشراف الهيئة الاتحادية للرقابة النووية، وهي هيئة مستقلة أنشئت في عام 2009 لضمان توفير الأمن والأمان والاستدامة طويلة المدى في الاستخدامات السلمية للطاقة النووية والإشعاع المؤين في دولة الإمارات العربية المتحدة من خلال وضع اللوائح والأنظمة وفق المعايير العالمية والإشراف على تنفيذها.

## حظر تخصيب اليورانيوم[1]
وفي 4-2009 أعلنت الإمارات «وثيقة السياسة العامة في تقييم إمكانية تطوير برنامج للطاقة النووية السلمية» التي تقضي بأن «أي برنامج نووي في الدولة سيرتكز على أساس عنصري السلامة وحظر الانتشار النووي وكذلك الامتناع عن التخصيب وإعادة معالجة الوقود النووي محلياً وهما جزئي دورة الوقود النووي الذين يمكن استخدامهما بسهولة في أغراض غير سلمية».
في 10-2009 أصدرت الإمارات قانونا يحظر تطوير أو إنشاء أو تشغيل أي منشأة لإعادة معالجة الوقود المستهلك أو تخصيب اليورانيوم ضمن حدودها. ويقضي القانون بإنشاء «الهيئة الاتحادية للرقابة النووية» وهي هيئة رقابية وتنظيمية مستقلة تماماً تعمل على تنظيم القطاع النووي في الإمارات للأغراض السلمية فقط وتحقيق الأمان والأمان النووي والأمن النووي والوقاية من الإشعاعات. وينص على «تجريم وفرض عقوبات قاسية مدنية وجزائية على مخالفة أحكام القانون بما في ذلك سرقة المواد النووية أو المتاجرة بها أو النقل أو الاستخدام غير المصرح به لتلك المواد».

## الجدول الزمني[2]
| التاريخ    | الحدث |
| ---------- | --- |
| 1995       | توقع الإمارات اتفاقية الوكالة الدولية للطاقة الذرية بشأن حظر انتشار الأسلحة النووية |
| 2003       | توقع الإمارات اتفاقية الوكالة الدولية للطاقة الذرية بشأن الضمانات النووية |
| 2006       | أعضاء مجلس التعاون الخليجي الستة (البحرين والكويت وسلطنة عمان وقطر والسعودية والإمارات) يبدأون اجراء دراسة للاستخدام السلمي للطاقة النووية |
| 2007       | مجلس التعاون الخليجي يتفق مع الوكالة الدولية للطاقة الذرية على التعاون بشأن دراسة جدوى لخطة إقليمية للطاقة النووية وتحلية مياه البحر |
| 2008       | تنشر الإمارات ورقة بيضاء بشأن الطاقة النووية |
| 2008       | تستدعي خبراء نووين دوليين لبدء العمل في إنشاء هيئتين نووييتن رئيسيتين وهما الهيئة الاتحادية للرقابة النووية ومؤسسة الإمارات للطاقة النووية |
| 2009       | تلقي العروض من ثلاثة اتحادات لشركات (كونسورتيوم) تضمنتها قائمة نهائية لاختيار احدها لترسية عقد بناء مفاعلات نووية |
| 2009-10-4  | الإمارات توافق على تشريع اتحادي بإنشاء الهيئة الاتحادية للرقابة النووية |
| 2009-12-16 | بدء وضع التعاون النووي بين الإمارات والولايات المتحدة موضع التنفيذ في اتفاقات بين الحكومتين |
| 2009-12-23 | أبوظبي تعلن تشكيل مؤسسة الإمارات للطاقة النووية |
| 2009-12-27 | مؤسسة الإمارات للطاقة النووية تختار الكونسورتيوم الكوري الجنوبي لبناء أول أربع مفاعلات نووية. تقود الكونسورتيوم شركة المرافق الكورية الحكومية كوريا اليكتريك باور ويضم أيضا هيونداي للهندسة والبناء وسامسونج للبناء والتجارة ودوسان للصناعات الثقيلة ووستنجهاوس الكتريك ومقرها الولايات المتحدة وهي وحدة لتوشيبا اليابانية |
| 2012       | تعتزم الإمارات بدء بناء أول مفاعل نووي |
| 2017       | من المقرر أن يبدأ أول مفاعل نووي امداد الشبكة الوطنية بالكهرباء |
| 2020       | من المقرر اكتمال كل المفاعلات الاربعة في الدفعة الأولى |
| بعد 2020   | تتوقع الإمارات أن تطلب بناء مزيد من المفاعلات للمساعدة في الوفاء بالطلب على الكهرباء الذي يتزايد بسرعة |